# Campionati europei di bob 1967
I Campionati europei di bob 1967, quarta edizione della manifestazione organizzata dalla Federazione Internazionale di Bob e Skeleton, si sono disputati a Igls, in Austria, sulla Kunsteisbahn Bob-Rodel Igls, sul vecchio tracciato (non più utilizzato dal 1973, allorché venne costruita la pista odierna) dove si svolsero le gare di slittino e di bob ai Giochi di Innsbruck 1964. La località tirolese ha quindi ospitato le competizioni europee per la prima volta nel bob a due uomini e nel bob a quattro, quest'ultima disciplina introdotta proprio a partire da questa edizione.

## Risultati

### Bob a due uomini
| Pos. | Atleti                               | Nazione            | Tempo   |
| ---- | ------------------------------------ | ------------------ | ------- |
|      | Erwin Thaler Reinhold Durnthaler     | Austria I          | 4:36.58 |
|      | Ion Panțuru Nicolae Neagoe           | Romania I          | 4:37.52 |
|      | Wolfgang Zimmerer Peter Utzschneider | Germania Ovest IV  | 4:38.81 |
| 4    | Horst Floth Lange                    | Germania Ovest I   | 4:39.99 |
| 5    | Evelyne Fields                       | Regno Unito I      | 4:41.09 |
| 6    | Franz Wörmann Hubert Braun           | Germania Ovest II  | 4:41.17 |
| 7    | Max Kaltenberger Hans Ritzel         | Austria II         | 4:42.38 |
| 8    | Ostler Bader                         | Germania Ovest III | 4:42.94 |

### Bob a quattro
|     | Ion Panțuru Nicolae Neagoe Petre Hristovici Gheorghe Maftei   | Romania        |     |     |
|     | Erwin Thaler Reinhold Durnthaler Herbert Gruber Adolf Koxeder | Austria        |     |     |
|     | Franz Wörmann Hubert Braun Klaus Ostler Josef Gerg            | Germania Ovest |     |     |
| ... | ...                                                           | ...            | ... | ... |

## Medagliere
| Pos.   | Paese          | Oro | Argento | Bronzo | Totale |
| ------ | -------------- | --- | ------- | ------ | ------ |
| 1      | Austria        | 1   | 1       | 0      | 2      |
| 1      | Romania        | 1   | 1       | 0      | 2      |
| 3      | Germania Ovest | 0   | 0       | 2      | 2      |
| Totale | Totale         | 2   | 2       | 2      | 6      |